# چبیئن، وئیودشیپ ماسویان
چبیئن، وئیودشیپ ماسویان (به لاتین: Trzebień, Masovian Voivodeship) یک سکونتگاه مسکونی در لهستان است که در Gmina Magnuszew واقع شده‌است.

## خصوصیات
چبیئن ۳۳۰ نفر جمعیت دارد.